# Norman Jewison
Norman Frederick Jewison (Toronto, 21 juli 1926 – Los Angeles, 20 januari 2024) was een Canadees filmregisseur en filmproducent.

## Levensloop
Norman Jewison werd geboren in Toronto en reisde in de jaren 1950 door het zuiden van de Verenigde Staten, waar hij geschokt was door het openlijke racisme en de ongelijkheid. Door deze ervaring bleef hij de rest van zijn leven begaan met rassenkwesties en discriminatie, hetgeen merkbaar is in een aantal van zijn films, zoals In the Heat of the Night.
Jewison werd drie keer genomineerd voor een Oscar voor beste regisseur, voor In the Heat of the Night (1967), Fiddler on the Roof (1971) en Moonstruck (1987), maar hij won nooit.
Jewison overleed op 97-jarige leeftijd.

## Filmografie
- 1962: 40 Pounds of Trouble
- 1963: The Thrill of It All
- 1964: Send Me No Flowers
- 1965: The Art of Love
- 1965: The Cincinnati Kid
- 1966: The Russians Are Coming, the Russians Are Coming
- 1967: In the Heat of the Night
- 1968: The Thomas Crown Affair
- 1969: Gaily, Gaily
- 1971: Fiddler on the Roof
- 1973: Jesus Christ Superstar
- 1975: Rollerball
- 1978: F.I.S.T.
- 1979: ...And Justice for All
- 1982: Best Friends
- 1984: A Soldier's Story
- 1985: Agnes of God
- 1987: Moonstruck
- 1989: In Country
- 1991: Other People's Money
- 1994: Only You
- 1996: Bogus
- 1999: The Hurricane
- 2003: The Statement